# Stauropussa graminosa
Stauropussa graminosa är en fjärilsart som beskrevs av Walker 1869. Stauropussa graminosa ingår i släktet Stauropussa och familjen tandspinnare. Inga underarter finns listade i Catalogue of Life.